# Tramvajová doprava v Poznani

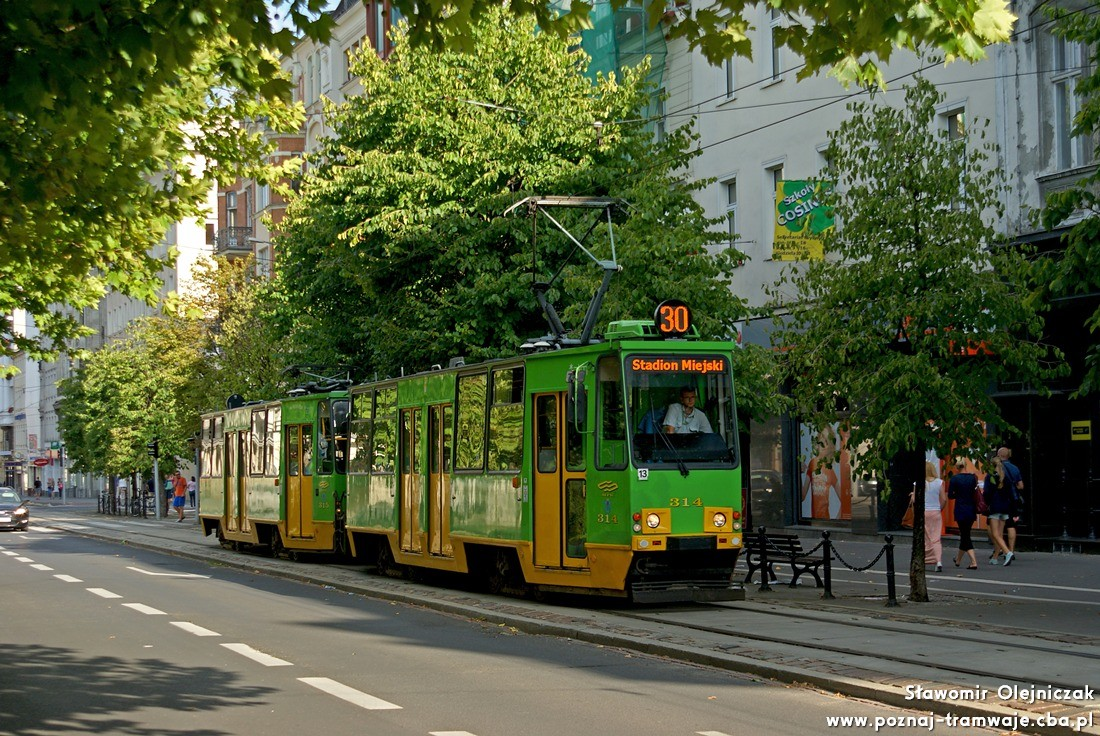
Tramvaj Konstal 105Na v Poznani

V Poznani je v provozu velká síť tramvajové dopravy. Jedná se jak o běžné městské tramvaje, tak i tramvajovou rychlodráhu o rozchodu 1435 mm.

## Historie
První linka koněspřežné tramvaje začala v Poznani jezdit 31. července 1880. 6. března 1898 byly koněspřežné tramvaje nahrazeny elektrickou trakcí. Roku 1997 byl zprovozněn první úsek tramvajové rychlodráhy. Další úsek byl dostavěn roku 2007.

## Vozidla
V běžném provozu:
| Soubor | Typ                       | Počet vozů | Začátek provozu |
| ------ | ------------------------- | ---------- | --------------- |
|        | Düwag GT8/0               | 3          | 2005            |
|        | Konstal 105Na             | 26         | 1979            |
|        | Konstal 105NaDK           | 1          | 2004            |
|        | Moderus Alfa AC           | 2          | 2008            |
|        | Moderus Alfa DC           | 18         | 2008            |
|        | Moderus Beta MF 02 AC     | 23         | 2011            |
|        | Moderus Beta MF 20 AC     | 20         | 2016            |
|        | Moderus Beta MF 22 AC BD  | 10         | 2017            |
|        | Moderus Gamma LF 01 AC    | 1          | 2017            |
|        | Moderus Gamma LF 02 AC    | 30         | 2018            |
|        | Moderus Gamma LF 03 AC BD | 20         | 2019            |
|        | Tatra RT6 MF 06 AC        | 14         | 1997            |
|        | Siemens Combino           | 14         | 2003            |
|        | Solaris Tramino S105p     | 45         | 2011            |

Historické:
- vůz koňky Herbrand B3/H0 z roku 1880 (několikrát přestavěný)
- Konstal N
- Konstal N + ND přestavěný na typ Konstal 4NJ (s podobně přestavěným vlečným vozem)
- Konstal 102N
- Konstal 13N (odstavený pro špatný technický stav)
- Konstal 105N
- Düwag GT8 (typ N)
- Düwag GT6 (typ M)
- Düwag GT8ZR (typ O)

Čekající na renovaci:
- Fuchs/Heidelberg KSW
- Wismar S2D
- Carl Weyer